# سلحفاة مسننة نصف درعية
سلحفاة مسننة نصف درعية (الاسم العلمي:†Odontochelys semitestacea) هي نوع من الزواحف تتبع جنس السلحفاة المسننة من فصيلة السلاحف المسننة.